# دفنباخية
الدفنباخية[بحاجة لمصدر] (الاسم العلمي: Dieffenbachia) هي جنس من النباتات الاستوائية يتبع الفصيلة اللوفية من رتبة المزماريات.
تعد الدفنباخية من النباتات المنزلية المفضلة نظراً لجمال أوراقها ولتحملها النمو في الظل. سميت النبتة من قبل عالم النبات النمساوي هاينريك ويلهلم شوت الذي كان مدير الحدائق النباتية في فيينا بهذا الاسم تكريماً لذكرى كبير العاملين في الحديقة جوزف دفنباخ (بالإنجليزية: Joseph Dieffenbach)‏ (1796–1863).

## السمية
هي نبته غير سامه للبالغين ولكن ممكن ان تسبب بعض الامراض للاطفال وما هم دون سن الرشد

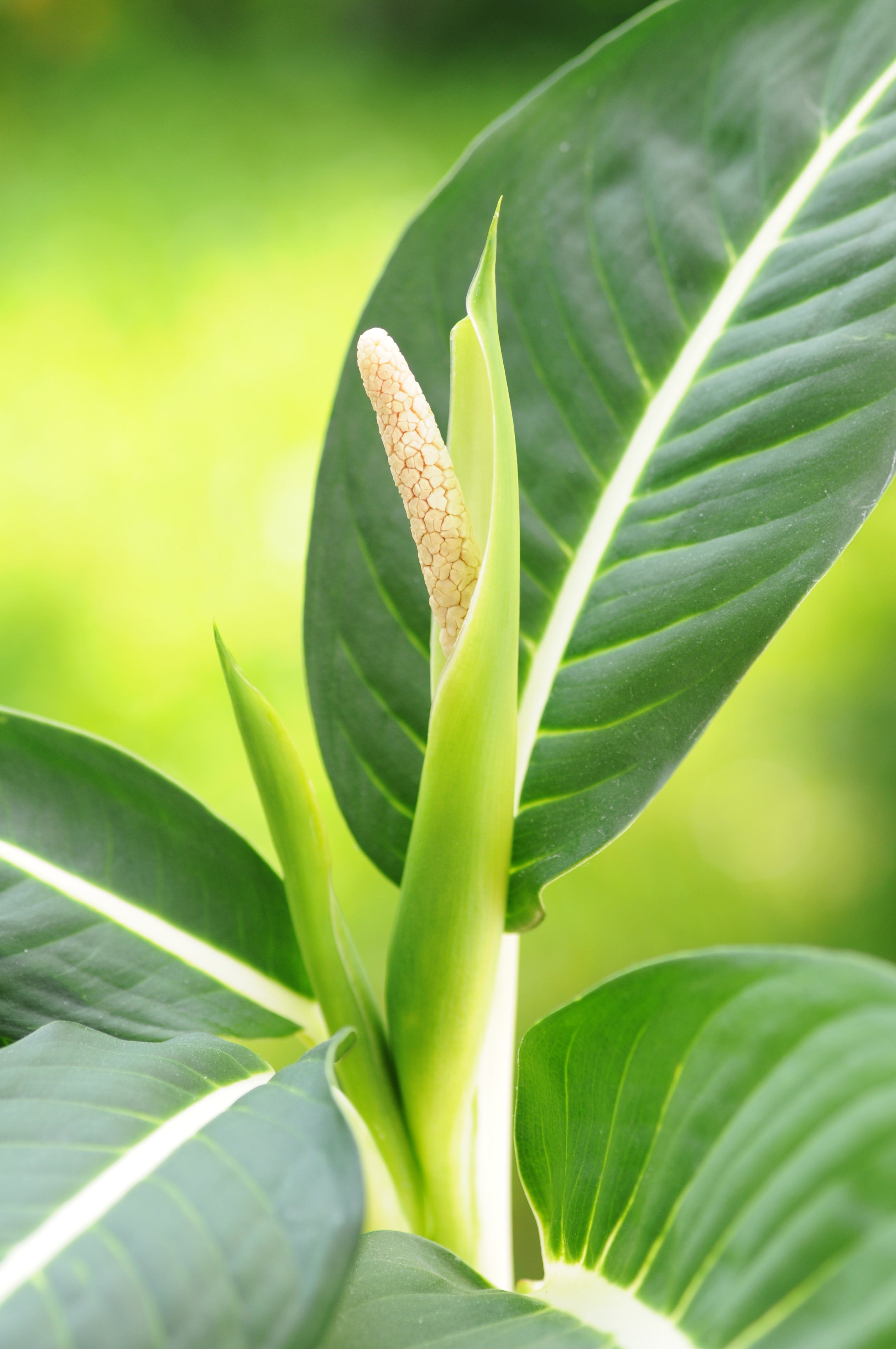
إزهار الدفنباخية

تحتوي خلايا نبات الدفنباخية على بلورات أبرية الشكل من أكسالات الكالسيوم تسمى رافيد [الإنجليزية] وهي مادة غير بروتوبلازمية [الإنجليزية]. إذا مضغت أوراق النبات، فيمكن لهذه البلورات أن تسبب إحساس بالاحتراق المؤقت والحمامى. وفي حالات نادرة، توذمت الأنسجة التي لامست النبات. مضغ وابتلاع النبات يؤدي عموما إلى أعراض طفيفة فقط. أما بالنسبة للأطفال والحيوانات فقد يؤدي التلامس مع الدفنباخية (مثل المضغ) إلى مجموعة من الأعراض المزعجة، مثل تهيج الفم، والأفراط في سيلان اللعاب، والتورم الموضعي. وهذه التأثيرات على أية حال نادرا ما تكون مهددة للحياة. وفي معظم الحالات، تكون الأعراض خفيفة، ويمكن أن تعالج بنجاح باستخدام المسكنات، ومضادات الهيستامين، والفحم الطبي (Medicinal charcoal)ا. تفريغ المعدة أو غسيلها «نادرا» ما يشار إليها. وقد أشار بعض الباحثين إلى أن نتائج دراسة أجريت على 188 من المرضى الذين تعرضوا إلى الأكسالات في النبات كانت جميعها بسيطة وحُلت بمعالجة بسيطة أو دون معالجة. وقد بينوا أن من المرضى المعرضين للنباتات السامة، كان 70% منهم أطفالا أقل من 5 سنوات.